# ليونتيوس (مطران سائر أمريكا وكندا)
ليونتيوس، واسمه العلماني ليونيد إيرونيموفيتش توركيفيتش، (بالروسية: Леонид Иеронимович Туркевич، بالأوكرانية: Леонтій Ієронімович Туркевич، بالإنجليزية: Leonid Ieronimovich Turkevich)؛ (8 أغسطس 1876 في كريمينتز، فولينيا، الإمبراطورية الروسية (الآن أوكرانيا) – 14 مايو 1965 في نيويورك، الولايات المتحدة) كان مطران أبرشية أمريكا الشمالية للكنيسة الروسية الأرثوذكسية بين 8 ديسمبر 1950 و14 مايو 1965 تاريخ وفاته.
سيم ليونيد كاهنا عام 1905، وخلف والده الكاهن كراع لأبرشية كريمينتز. بحلول أكتوبر 1906 انتقل مع عائلته إلى الولايات المتحدة، وفي مينيابوليس مينيسوتا، عين رئيسا للمعهد اللاهوتي الأرثوذكسي في المكان.
رسم ليونيد أسقفا لشيكاغو عام 1933. ثم انتخب مطرانا للأبرشية في ديسمبر 1950 خلفا للمطران الراحل ثيوفيلوس. رقد ليونتيوس في الرب يوم 14 مايو 1965.

## لاحقا
في يوليو 1988، تبرعت تمارا توركيفيتش سكفير، حفيدة ليونتيوس، بخمسين مجلدا من اليوميات والوثائق التي غطت الفترة بين سنتي 1906 و1964 إلى مكتبة الكونغرس. وتضمنت هذه المجموعة ما يقرب من 2000 قصيدة بالإضافة إلى مذكرات أخرى ووثائق تاريخية خاصة بالكنيسة.